# 피그미마자마사슴
피그미마자마사슴(Mazama nana)은 사슴과에 속하며 남아메리카에 서식하는 마자마사슴의 일종이다. 아르헨티나와 브라질 남부 그리고 파라과이에서 발견된다. 짧은 다리를 가진 작은 사슴으로 몸무게는 15~20kg 정도이다. 불그스레한 갈색을 띤다. 에콰도르붉은마자마사슴의 아종으로 간주하기도 한다.